# 松田浩樹
松田 浩樹（まつだ ひろき、1966年〈昭和41年〉1月23日 - ）は、日本の自治・総務・内閣府官僚。

## 来歴
兵庫県出身。1989年（平成元年）、東京大学法学部を卒業。同年4月、自治省に入省。入省後、財政局交付税課に配属。
入省後、総務省大臣官房政策評価広報課広報室長、自治財政局準公営企業室長、内閣官房日本経済再生総合事務局参事官、自治財政局地方債課長、自治行政局地域政策課長、総務省大臣官房参事官、内閣官房内閣審議官などを歴任。
2022年（令和4年）6月28日、内閣官房内閣総務官に就任。
2024年（令和6年）7月5日、内閣府大臣官房長に就任。
2025年（令和7年）7月1日、内閣府審議官に就任。

## 年譜
- 1989年（平成元年）
  - 東京大学法学部卒業[5]
  - 4月 - 自治省入省[5]
  - 4月 - 自治省財政局交付税課[5]
  - 7月 - 北海道市町村課[5]
- 1990年（平成2年）5月 - 北海道財政課[5]
- 1991年（平成3年）4月 - 自治省大臣官房総務課[5]
- 1992年（平成4年）9月 - 自治省財政局公営企業第一課[5]
- 1993年（平成5年）7月 - 自治省財政局公営企業第一課企画係長[5]
- 1994年（平成6年）4月 - 倉敷市企画部長[5]
- 1996年（平成8年）4月 - 鹿児島県商工政策課長[5]
- 1997年（平成9年）4月 - 鹿児島県企画調整課長[5]
- 1998年（平成10年）4月 - 鹿児島県財政課長[5]
- 2000年（平成12年）4月 - 自治省財政局指導課課長補佐[5]
- 2001年（平成13年）1月 - 内閣官房行政改革推進本部事務局公務員制度等改革推進室参事官補佐[5]
- 2003年（平成15年）9月 - 総務省自治税務局固定資産税課課長補佐[5]
- 2004年（平成16年）4月 - 総務省自治財政局調整課理事官[5]
- 2005年（平成17年）4月 - 広島県総務企画部財務総室長[5]
- 2006年（平成18年）4月 - 広島県総務部財務局長[5]
- 2007年（平成19年）4月 - 広島県総務部長[5]
- 2008年（平成20年）4月 - 広島県総務局長[5]
- 2009年（平成21年）4月 - 総務省大臣官房政策評価広報課広報室長[5]
- 2011年（平成23年）4月 - 総務省自治財政局準公営企業室長[6]
- 2012年（平成24年）12月 - 内閣官房日本経済再生総合事務局参事官[6]
- 2015年（平成27年）7月 - 総務省自治財政局地方債課長[6]
- 2016年（平成28年）6月 - 総務省自治行政局地域政策課長[7]
- 2017年（平成29年）7月 - 総務省大臣官房参事官[8]
- 2019年（令和元年）7月 - 内閣官房内閣審議官[9]
- 2022年（令和4年）6月 - 内閣官房内閣総務官[2]
- 2024年（令和6年）7月 - 内閣府大臣官房長[4]
- 2025年（令和7年）7月 - 内閣府審議官[3]